# Судзуки, Дзэнко
Дзэнко Судзуки (яп. 鈴木 善幸 Судзуки Дзэнко:, 11 января 1911, Ямада, префектура Иватэ — 19 июля 2004, Токио) — японский государственный и политический деятель.

## Ранняя карьера
Родился в семье рыбопромышленника. Окончил институт рыболовства при министерстве земледелия и лесоводства Японии в Токио в 1935 году. Занимал ряд руководящих постов в префектуральных и национальных организациях в рыбной промышленности Японии. После Второй мировой войны активно включился в политику. Был членом Социалистической партии Японии, от которой был избран в парламент страны в 1947 году. В 1948 году перешёл в Либеральную партию Японии. После образования в 1955 году Либерально-демократической партии Японии, стал её членом, и с этой организацией связана вся его последующая карьера. Неоднократно входил в правительства Японии. Министр здравоохранения и социального обеспечения в 1965—1966 годах в кабинете Эйсаку Сато. Министр земледелия и лесоводства в 1976—1977 годах в кабинете Такэо Фукуды. Занимал влиятельные посты в руководстве Либерально-демократической партии Японии.

## Премьер-министр Японии

### Избрание на пост премьер-министра
16 мая 1980 года правительству Японии во главе с Масаёси Охирой был выражен вотум недоверия, после чего парламент был распущен и на 22 июня были назначены досрочные выборы. 12 июня 1980 года Масаёси Охира скоропостижно скончался. По результатам выборов ЛДПЯ смогла расширить своё представительство в обеих палатах парламента. В этих условиях председателем ЛДПЯ 15 июля 1980 года был избран Дзэнко Судзуки. 17 июля 1980 года он сформировал новый кабинет министров и был премьер-министром с 17 июля 1980 по 27 ноября 1982 года.

### Внешняя политика кабинета
Кабинет Дзэнко Судзуки продолжил курс на тесное военное сотрудничество с США. В частности, Япония согласилась на размещение на авиабазе Мисава на острове Хонсю американских самолетов, способных доставлять ядерное оружие на большие расстояния. Вместе с тем не ослабевали серьезные экономические и торговые трения между странами.
Продолжалось развитие отношений с КНР. Хотя в июле 1982 года китайская сторона заявила протест по поводу искажений трактовки японо-китайских отношений в японских учебниках, это не помешало обсуждению вопросов экономического сотрудничества между странами. В частности, в сентябре-октябре 1982 года в ознаменование десятилетия нормализации отношений между странами Судзуки совершил официальный визит в КНР.
Японо-советские отношения продолжали оставаться сложными. Япония продолжала настаивать на принадлежности ей спорных «северных территорий». В сентябре 1981 года Судзуки совершил демонстративный осмотр территории Южных Курил во время полета на вертолетах. Этот жест стал впоследствии своеобразной традицией в японской политике. Примеру Судзуки последовали японские премьер-министры Ёсиро Мори в апреле 2001 года и Дзюнъитиро Коидзуми в сентябре 2005 года. Японское правительство продолжало придерживаться доктрины неотделимости экономики от политики, в рамках которой на торговлю с СССР были наложены серьезные ограничения. Дзэнко Судзуки побывал на похоронах Леонида Брежнева.
Правительство Дзэнко Судзуки приняло обязательство обеспечивать охрану международных морских путей в радиусе 1000 морских миль от территории Японии.

### Внутренняя политика кабинета
Внутренняя политика кабинета Судзуки характеризовалась заметным усилением милитаристских тенденций. В государственном бюджете был предусмотрен опережающий рост военных расходов по сравнению с расходами на другие статьям. Правительство одобрило план дальнейшего роста военных расходов в 1983—1987 годах на 70 процентов по отношению к предыдущему пятилетию. В мае 1982 года специальный комитет ЛДПЯ обнародовал проект пересмотра конституции Японии, включающий изменение статьи, запрещающей Японии создавать вооруженные силы. В 1982 году некоторые японские газеты и телевизионные каналы сообщили о распоряжении министерства образования внести изменения в школьных учебниках истории. В частности, было предложено заменить в текстах слово «вторжение» на «наступление» с соответствующими доработками. После публичного скандала правительство сделало заявлении об отсутствии каких-либо планов по пересмотру школьных учебников истории.

### Экономическая политика кабинета
Кабинет Судзуки принял рекомендации специального консультативного совета по приватизации государственных железных дорог и увольнению около трети их сотрудников, а также передачу в частные руки ряда других государственных предприятий. В сентябре 1982 года правительство Судзуки, признав свою неспособность ликвидировать бюджетный дефицит, объявило о замораживании заработной платы на государственных предприятиях.

### Отставка с поста премьера
В обстановке массового недовольства экономическими планами правительства внутри ЛДПЯ обострилась внутрифракционная борьба, и Судзуки вынужден был подать в отставку с поста лидера партии и премьер-министра страны. Свой уход с руководящих постов в партии и государстве Судзуки объяснил желанием сохранения гармонии внутри партии и правительства, и не стал добиваться вторичного выдвижения своей кандидатуры на пост главы партии и правительства по истечении двухгодичного мандата. Вскоре его сменил на этих должностях Ясухиро Накасонэ.

## Семейные отношения
Дочь Дзэнко Судзуки Тикако является супругой бывшего премьер-министра Японии Таро Асо. Сын Дзэнко Судзуки Сюнъити Судзуки является активным деятелем ЛДПЯ и депутатом японского парламента, занимал пост министра экологии в 2002—2003 годах в кабинете Дзюнъитиро Коидзуми.